# Yorkshire Wolds
Die Yorkshire Wolds sind ein Hügelzug in der englischen Grafschaft Yorkshire. Sie sind das höchstgelegene Gebiet im östlichen England zwischen dem Fluss Derwent im Westen und Nordwesten, dem Humber im Süden sowie der Nordsee im Osten. Der Hügelzug verläuft in einem Bogen etwa von Hull in einigem Abstand erst parallel zur Nordsee, um anschließend nach Osten zur Küste zu schwenken. Er endet schließlich auf Höhe der Kleinstadt Filey.

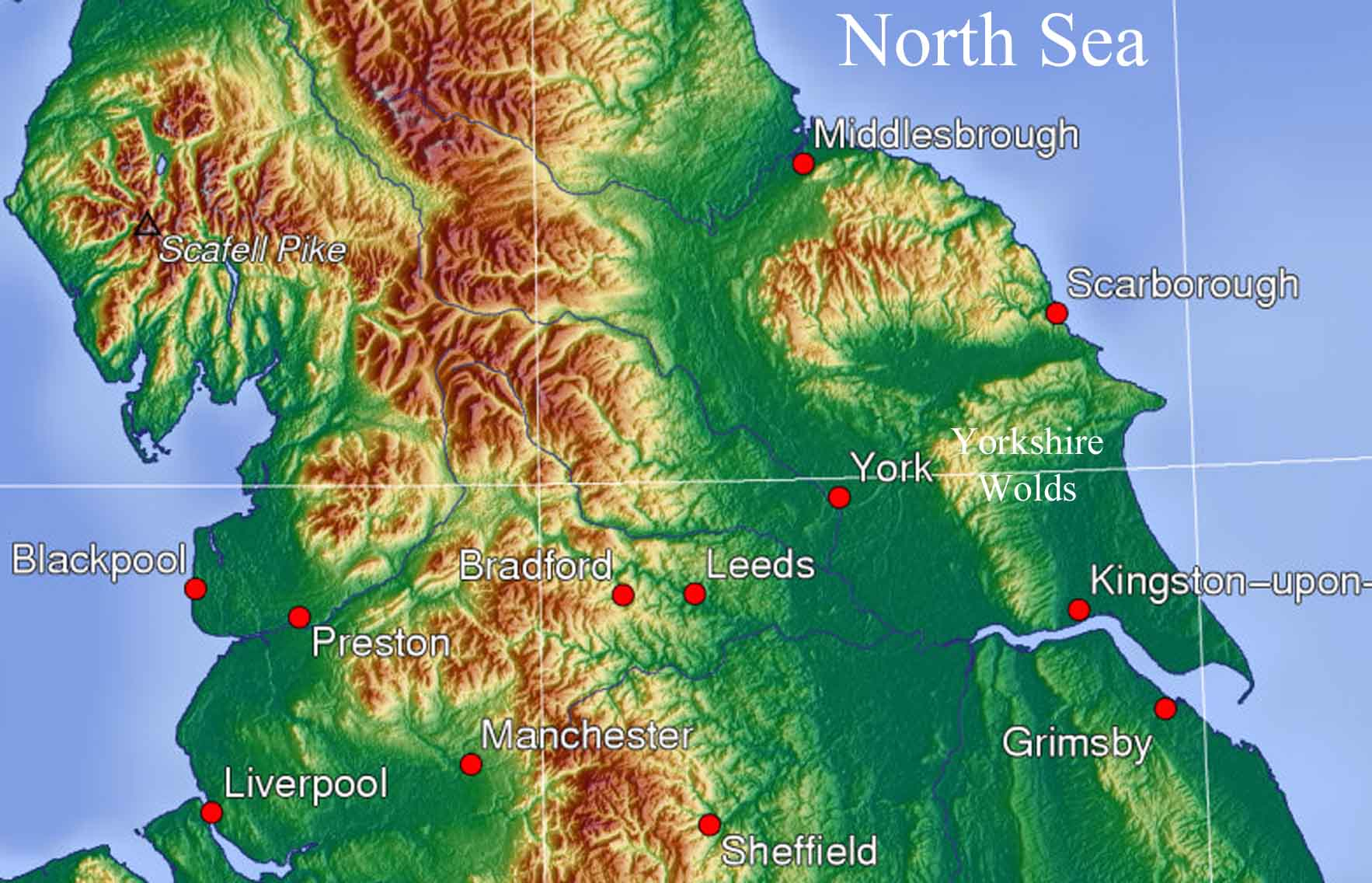
Yorkshire Wolds

## Geografie
Die Wolds steigen steil aus der westlich liegenden Tiefebene um York (Vale of York) empor. Der höchste Punkt des Gebietes ist mit 246 m (807 ft) ü. NN der Garrowby Hill. Im Norden schließt sich das Vale of Pickering an – und auf der gegenüberliegenden Seite befinden sich die North York Moors. Im Osten gehen die Wolds in die Holderness-Ebene über, an welche sich wiederum die Nordseeküste anschließt. Die größte Stadt in den Wolds ist Driffield, weitere Orte sind u. a. Pocklington, Thixendale und Kilham.
Das Hügelgebiet besteht aus Kreidegestein. An der Nordseeküste zwischen Bridlington und Scarborough endet es als Kliff. Das markanteste Kliff stellt die Landspitze Flamborough Head dar, welche gleichzeitig den östlichsten Punkt der Wolds markiert. Die südlich gelegenen Lincolnshire Wolds werden durch den Humber abgetrennt und als Fortsetzung der Yorkshire Wolds angesehen.
Der größte Teil des Gebietes besteht aus einem am östlichen Rand steil ansteigenden und nach Westen sanft abfallenden Plateau. Dieses ist durch einige flache, jedoch steilwandige Täler glazialen Ursprungs durchschnitten. Das Gebiet wird erstaunlich gut entwässert, was zu größtenteils trockenen Tälern führt. Tatsächlich existieren nur wenige Bäche und Seen innerhalb der Wolds. Von den Hügeln aus gesehen macht die Landschaft durch ihre Form einen flacheren Eindruck als es in Wirklichkeit der Fall ist. Die Täler werden vorwiegend zur Viehhaltung genutzt, während auf den Hügeln der Getreideanbau überwiegt.

### Klima

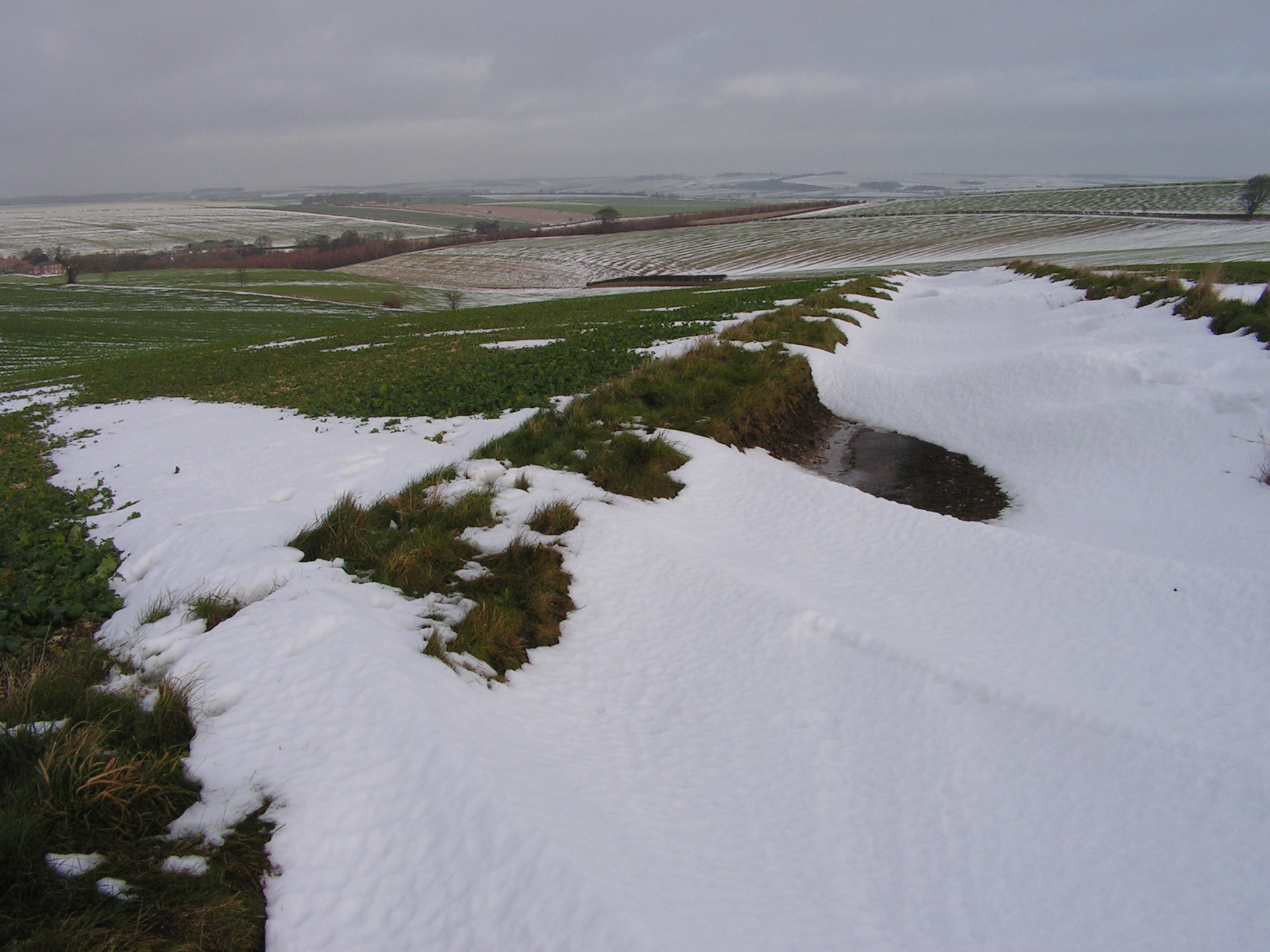
Winter in den Yorkshire Wolds

Mit ihrer Lage im Norden des Vereinigten Königreiches ist die Gegend durch ein gemäßigt ozeanisches Klima geprägt. Häufig durchziehende Tiefdruckgebiete verursachen wechselhaftes Wetter, während der Golfstrom für relativ milde Temperaturen sorgt. In den höher gelegenen Gebieten ist es etwas kühler als im Umland, und im Winter fällt häufig Schnee. Im Durchschnitt fallen an 128 Tagen im Jahr 729 mm Niederschlag. Der Januar ist üblicherweise der kälteste und der Dezember der nasseste Monat. Der wärmste Monat ist der August und der trockenste der Februar.

## Aufteilung des Gebietes

### Northern Wolds und Flamborough Head

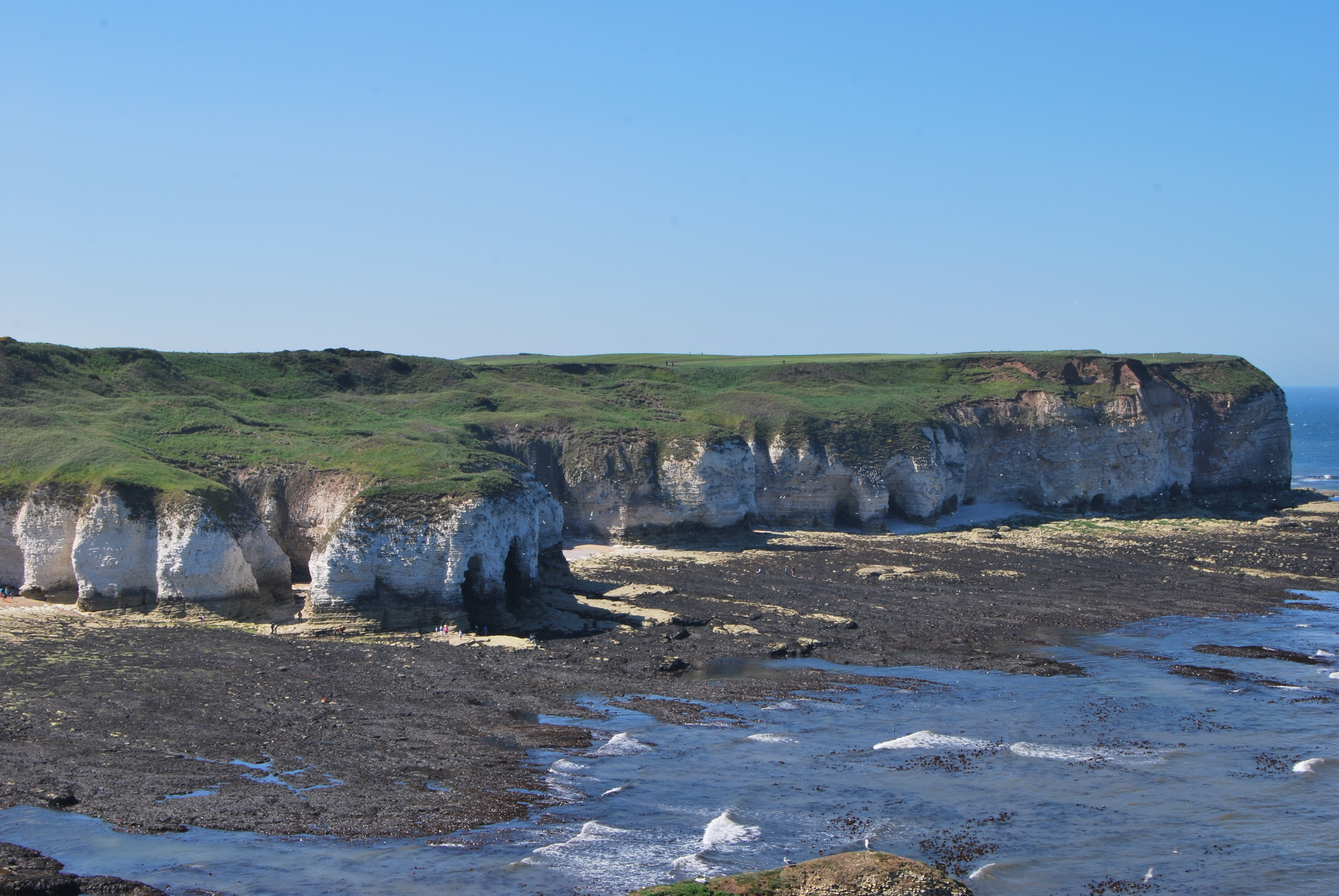
Flamborough Head

Die Wolds erreichen am Flamborough Head die Nordsee, wo das Kliff etwa 150 m aus dem Meer aufsteigt. Im Süden von Flamborough liegt der Fremdenverkehrsort Bridlington, im Norden das steile Kliff von Speeton, von wo aus man die Bucht von Filey überblicken kann. Weiter im Hinterland hat man von den Wolds eine Aussicht über das Vale of Pickering.
Die Gegend wird vom Great Wold Walley durchquert. Der durch das Tal fließende Bach namens Gypsey Race mündet bei Bridlington in die Nordsee. Das Tal verläuft zuerst nach Süden und nachfolgend in zwei rechtwinkligen Kurven bei Burton Fleming und Rudston nach Osten. In Trockenzeiten fällt das Bachbett an manchen Stellen trocken; das Wasser fließt unterirdisch weiter und tritt an anderer Stelle wieder aus.
Eine weitere Besonderheit der Gegend ist der 3,2 km lange Danes Dyke, ein großer Graben, der sich über Flamborough Head erstreckt. Dieser doppelte Erdwall ist etwa 20 m breit und 6 m tief sowie von Grund auf 5 m hoch. Der Ursprung des Walls ist unbekannt.
Die Bempton Kliffs beherbergen eine Seevogelkolonie und sind ein Naturreservat der Royal Society for the Protection of Birds.

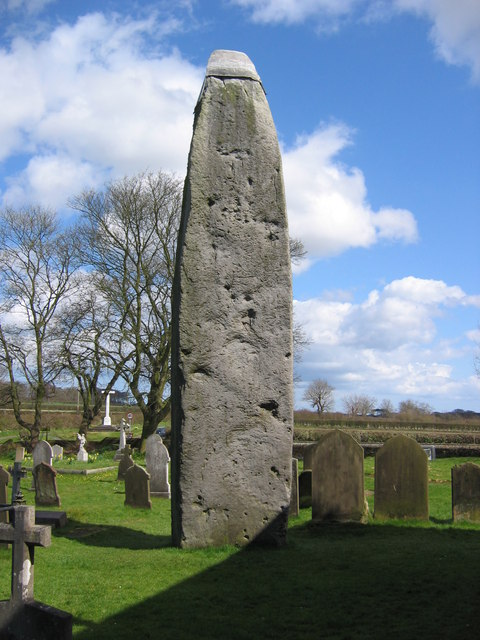
Der Monolith von Rudston, Groß-
britanniens größter stehender Stein

Erwähnenswerte Siedlungen sind Flamborough, North Landing und South Landing. Reighton besitzt viele aus Kreidegestein gebaute Häuser. Hunmanby war einst der größte Markt der Gegend; die Häuser des Ortes reihen sich um einen dreieckigen Marktplatz. Eine Handvoll Dörfer befinden sich am nördlichen Rand der Wolds, deren Gebiet auf sehr fruchtbarem Marschland des Vale of Pickering besteht. Forden ist mit lediglich wenigen Höfen und einer kleinen Kirche, die auf die Zeit der Normannen zurückgeht, eine der kleinsten Gemeinden Englands. Wold Newton und Burton Fleming befinden sich im Great Wold Valley. In Rudston steht ein riesiger Monolith, welcher im Kirchhof des Ortes begutachtet werden kann. Er ist der größte stehende Stein Großbritanniens.

### Capital Wolds
Auf der zum Meer gerichteten Seite der Wolds zwischen Bridlington und Driffield befinden sich einige Dörfer. Diese markieren die Grenze zwischen den Kreideschichten der Wolds und dem Lehmboden von Holderness. Driffield befindet sich mittig in der mondsichelartigen Form der Wolds; da man diese Stadt von überall her gut erreichen kann, entwickelte sie sich zu einem wichtigen Markt und wird als Hauptort der Wolds angesehen. An ihrer Stelle existierte bereits im Mittelalter ein wohlhabender Handelsort. In der Gegend befanden sich ein eisenzeitliches Gräberfeld sowie zwei anglikanische Friedhöfe und zwei Römerstraßen.

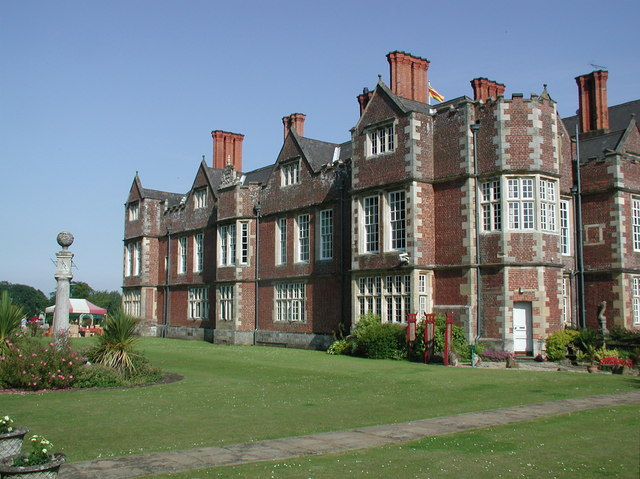
Burton Agnes Hall

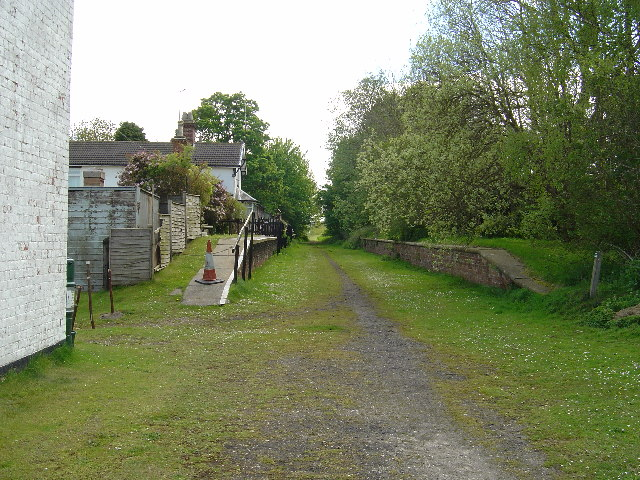
Der frühere Bahnhof von Kiplingcotes

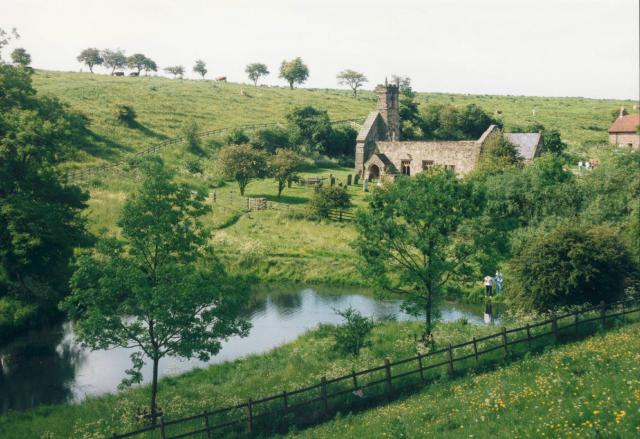
Wharram Percy

Erwähnenswerte Dörfer sind Nafferton, welches sich direkt an der Überlandstraße A166 befindet und mit einem schönen durch Quellen gespeisten Mühlenteich aufwartet. Das am Driffield-Kanal gelegene Wansford besitzt eine Kirche aus dem Jahr 1868. In Burton Agnes steht die Ruine eines Herrenhauses aus dem Jahr 1170 sowie ein Torhaus (Burton Agnes Hall) aus dem elisabethanischen Zeitalter.

### Southern Wolds
Im Süden sind die Wolds am schmalsten. Der Ästuar des Humbers trennt hier die Yorkshire Wolds von den Lincolnshire Wolds. In Römischer Zeit wurde der Ästuar über eine Furt durchquert. Heute wird er von der Humber-Brücke überspannt. Die Gegend besteht aus Ackerland sowie vielen netten Dörfern. Erwähnenswerte davon sind Walkington mit einem Dorfbrunnen sowie einer Kirche, Bishop Burton mit ihren Kirchen St Michael's und All Angels und Skidby mit einer intakten Windmühle, welche heute ein landwirtschaftliches Museum ist. North Newbald befindet sich am Westrand der Wolds in einem schmalen Tal und besitzt eine normannische Kirche, die St Nicholas geweiht ist.

### Central Wolds
Die Wolds erreichen mit dem Garrowby Hill ihre höchste Stelle. Westlich davon fällt das Gelände steil ins Vale of York ab. Hier befinden sich die Märkte Pocklington und Market Weighton. Entlang des Steilhangs von Garrowby Hall nach Kilnwick Percy, Warter Priory und Londesborough Hall sind ausgedehnte Parks angelegt. Kiplingcotes ist der Ort des alljährlich stattfindenden Pferderennens Kiplingcotes Derby, dem ältesten Pferderennen Englands. 2009 fand es zum 490. Mal statt. Der Ort liegt außerdem an der einst durch die Yorkshire Wolds führende, heute stillgelegte Bahntrasse der York–Beverley Line.

### Western Wolds
Vom Garrowsby Hill weiter nördlich nach Ganton macht das Hügelgebiet einen Bogen, von dem aus man das Vales of York sowie das Vales of Pickering überblicken kann. Die Dörfer orientieren sich zumeist an den Randgebieten der Wolds sowie an den oberen Teilen des Great Wold Valley. Rillington ist ein nettes Dorf mit einem durchfließenden Bach sowie einem nahegelegenen Park bei Scampston. Die Zwillingsdörfer East und West Heslerton liegen beide an der Überlandstraße A64. Bei West Heslerton gibt es eine bekannte archäologische Stätte mit Funden aus verschiedenen Zeitaltern. Wharram Percy ist eines der bekanntesten mittelalterlichen Wüstungen des Vereinigten Königreiches.

## Geschichte und Archäologie
In den Wolds wurden archäologischen Funde gemacht. Über das gesamte Gebiet verteilt existieren Ausgrabungsstätten aus der Jungstein-, Bronze- und Eisenzeit sowie der Römerzeit. Der fruchtbare Kalkboden sowie gutes Weideland machte die Besiedlung der Gegend für die Menschen attraktiv. Neben Wessex und den Orkney sind die Yorkshire Wolds das wichtigste Gebiet der archäologischen Forschung der Jungsteinzeit auf den Britischen Inseln. Jüngste Funde konnten mittels Radiokohlenstoffdatierung etwa auf das Jahr 3700 v. Chr. datiert werden. Mit dem Monolith von Rudston wurde ein großes jungsteinzeitliches Monument identifiziert. Vier Cursus sowie ein Steinkreis wurden nahe dem Great Wold Valley entdeckt.
Die Römer erreichten die Gegend etwa im Jahr 71 n. Chr. Ausgehend von einer Siedlung am Nordufer des Humbers errichteten sie ein Straßennetz, dessen Zweige nach York sowie nach Malton über die Yorkshire Wolds führten. Die einheimische Bevölkerung wurde durch die Römer anfangs wenig beeinflusst, jedoch wurde ihr später die Kultur der Römischen Besatzer immer mehr aufgezwungen. Es existieren Reste römischer Villen bei Rudston, Harpham, Welton sowie Wharram-le-Street.

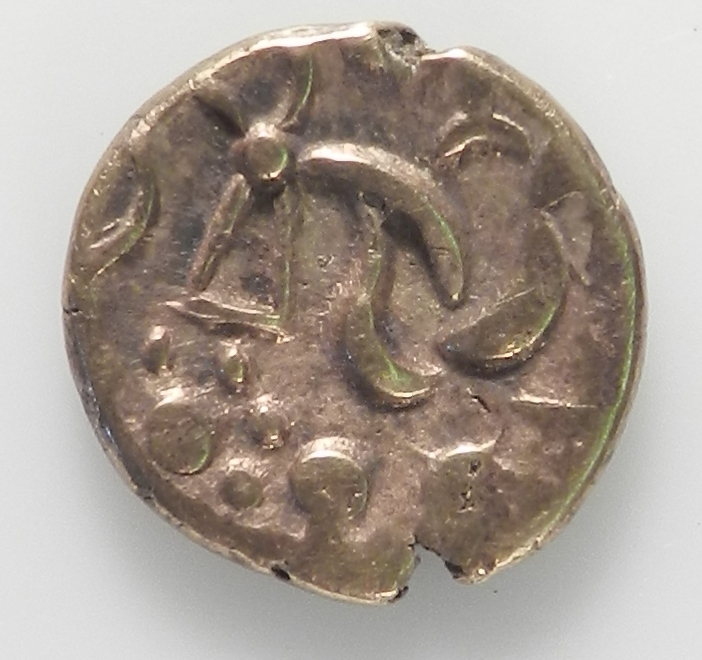
Stater aus dem Walkington Hort

In der Nähe der Walkington Wolds existiert die einzig bekannte angelsächsische Hinrichtungsstätte Nordenglands.
Der Walkington Hoard und Münzen des Corieltauvi-Stammes wurden zwischen 2001 und 2008 in großer Zahl entdeckt. Sie befinden sich im Yorkshire Museum.

## Yorkshire Wolds Way
Der Weitwanderweg Yorkshire Wolds Way ist einer der neun National Trails im Vereinigten Königreich. Der 127 km lange Weg beginnt an der Humber-Brücke bei Hessle (nahe Hull) und verläuft längs durch die Yorkshire Wolds bis nach Filey an der Nordseeküste.